# .30 R Blaser

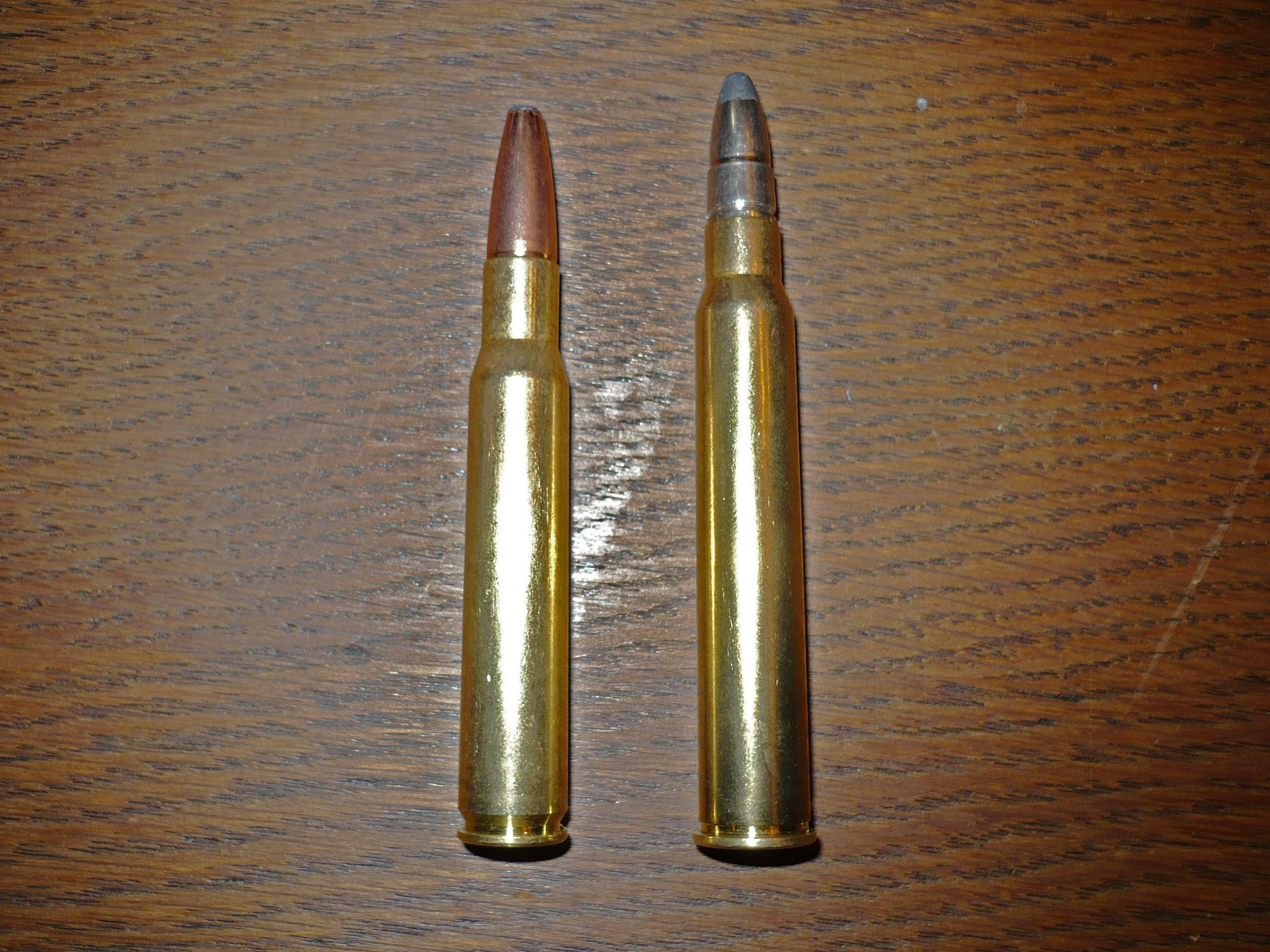
.30-06 Springfield (links) und .30 R Blaser (rechts)

Die .30 R Blaser ist eine von den Firmen Blaser und RWS 1991 gemeinsam entwickelte Randpatrone für Kipplaufbüchsen. Sie hat die Maße 7,62 × 68 mm R und ist ein in Deutschland geführtes Kaliber. Bei der Entwicklung wurden neuste Innenballistische Erkenntnisse umgesetzt. So wurde beispielsweise der Geschoss-Übergangskegel neu konstruiert. Er weist bei der .30 R Blaser einen kurzen steilen Kegel auf, was sich präzisionsfördernd auswirkt.
Aufgrund der P-Maße der Hülse, die etwas größer ausfallen als bei der .30-06, lassen sich Waffen im Kaliber .308 oder .30-06 mit wenig Aufwand umarbeiten. Die .30 R Blaser ist eine hervorragende Mittelpatrone und ideal für Kipplaufwaffen. Der Einsatzbereich mit leichten 9,7g (150 gr) Geschossen reicht von Gams und Steinbock im Gebirge auf weitere Entfernungen bis auf starkes Wild wie Hirsch oder Elch, wo die 13g (200 gr) schweren Geschosse auf mittlere Entfernungen zum Einsatz kommen.
Das optimale Geschossgewicht ist im Bereich zwischen 150 und 200 gr anzusiedeln. Dem Wiederlader steht eines der größten Geschoss-Angebote im Bereich .30 zur Verfügung. Ebenso können von verschiedenen Herstellern Matrizensätze, Zündhütchen (Magnum) und Treibladungsmittel (mittelschnelle bis progressive) geliefert werden.
Die Patrone lässt sich angenehm schießen, selbst wenn bei leichten Kipplaufbüchsen schon ein deutlicher Rückstoß zu spüren ist. Sie ist in der Leistung über der .308 und der .30-06 angesiedelt und kommt nicht ganz an die Leistung der .300 Win. Mag heran. Ist aber bei Kipplaufwaffen die bessere Wahl. Die Patrone wird von RWS derzeit in vier Laborierungen angeboten. Mit dem 10,7 g Doppelkern Geschoss kann beispielsweise damit auf alles europäische Wild gejagt werden.

## Bezeichnung
Im deutschen Nationalen Waffenregister (NWR) wird die Patrone unter Katalognummer 58 unter folgenden Bezeichnungen geführt (gebräuchliche Bezeichnungen in Fettdruck)
- .30R Blaser (Hauptbezeichnung)
- .30 RWS
- 7,62x68R